# Dongalawi
Les Dongalawi ou Dongolawi sont un peuple de Nubie dans le nord du Soudan parlant le Dongalawi.

## Description
Leur langage est parlé dans la vallée du Nil après la troisième cataracte au sud de Kerma et jusqu'à Ed Debba (en). Dongolawi est un terme arabe issu de l'ancienne ville de Dongola, centre historique du Royaume de Makurie.
Les Dongalawi nomme leur langage Andaandi.
Charles Cuny a étudié le peuple en 1858